# Relaciones Alemania-Brasil
Las relaciones Alemania-Brasil son las relaciones diplomáticas existentes entre la República Federal de Alemania y la República Federativa del Brasil. Alemania posee una embajada en Brasilia y consulados en las ciudades de Porto Alegre, Recife, Río de Janeiro y São Paulo, mientras que Brasil posee una embajada en Berlín, consulados en Fráncfort del Meno y Múnich, y consulados honorarios en Aquisgrán, Bremen, Hamburgo y Hannover.

## Historia

### Antes de la Primera Guerra Mundial
Las relaciones diplomáticas entre los dos países son consideradas muy antiguas ya que, en 1824 comenzó la inmigración alemana en Brasil, con la llegada de inmigrantes al estado de Río Grande del Sur. En 1825, Prusia reconoció la independencia de Brasil y en 1826 se abrió un consulado brasileño en Hamburgo.
En 1859, Prusia promulgó el "Rescrito de Heydt", prohibiendo la propaganda a favor de la inmigración alemana en Brasil, debido a los malos tratos que sufrían los inmigrantes alemanes en la Provincia de São Paulo, esto afectó a los posibles emigrantes en Prusia, y a partir de 1871, en todo el país. Este decreto solo fue derogado en 1896. En 1900, el Barón de Río Branco fue nombrado Ministro plenipotenciario en Berlín.

### Primera Guerra Mundial

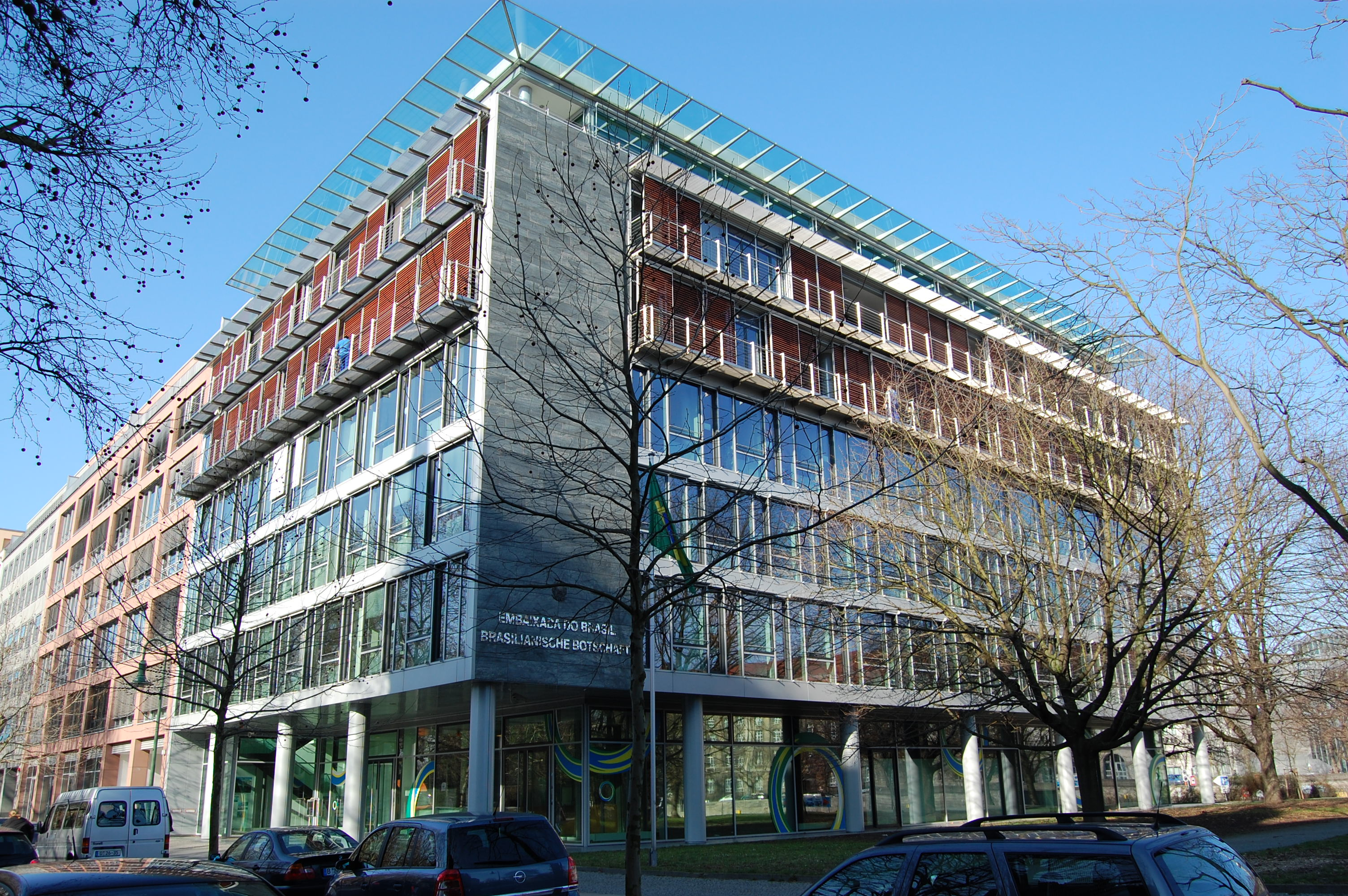
Embajada de Brasil en Berlín

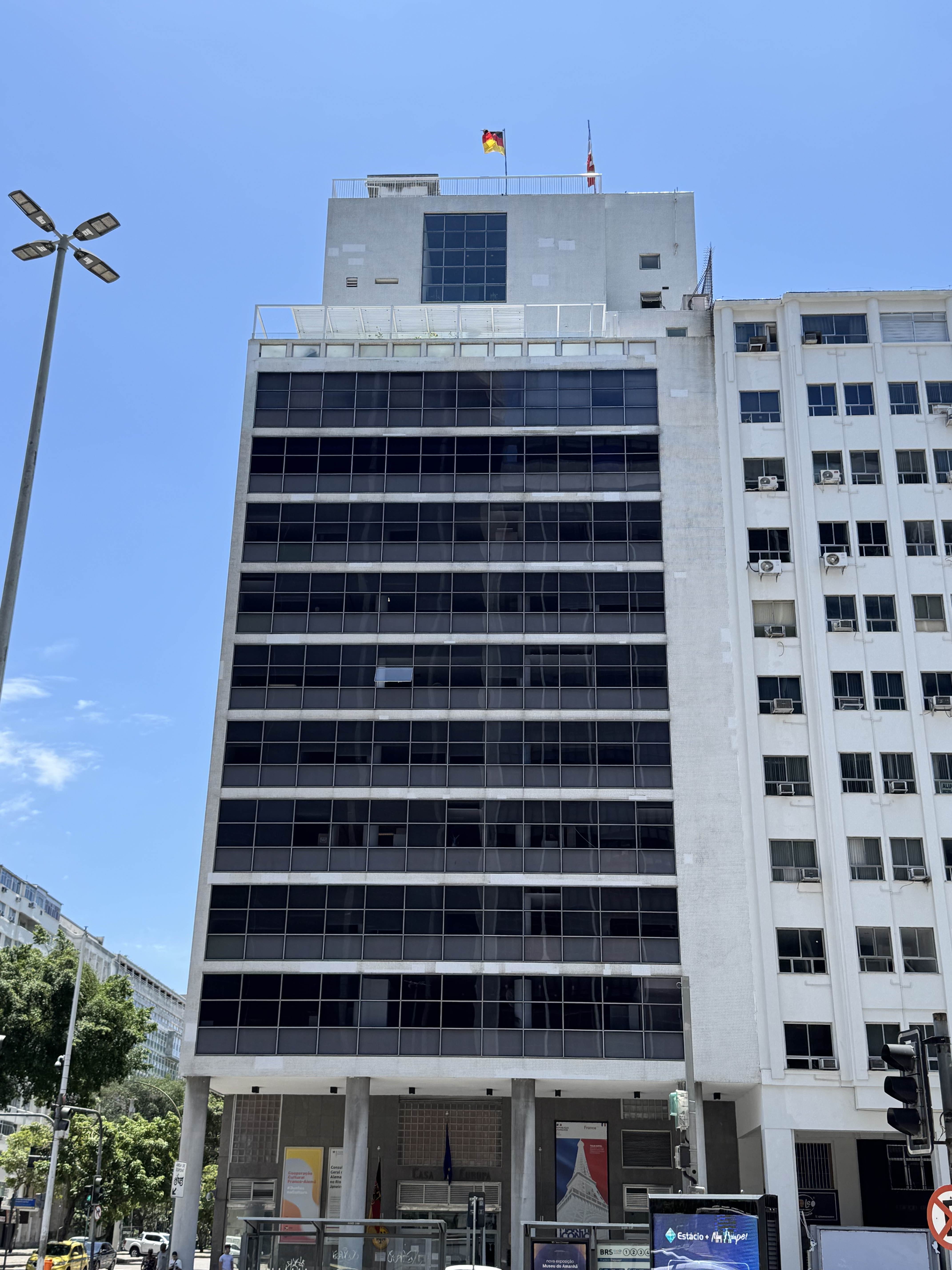
Consulado-General de Alemania en Río de Janeiro

Brasil suspendió las relaciones diplomáticas y le declaró la guerra al Imperio alemán el 27 de octubre de 1917, meses después de que varios barcos mercantes brasileños fueran hundidos por submarinos alemanes.

### Segunda Guerra Mundial
Cuando Alemania atacó a Polonia en 1939, dando inicio a la Segunda Guerra Mundial, Brasil se declaró oficialmente un país neutral, pero esta neutralidad se rompió cuando submarinos alemanes comenzaron a atacar barcos brasileños en la costa del país. En 1942 Brasil suspendió las relaciones diplomáticas y le declaró la guerra a las Potencias del Eje .

### Posguerra
Después de la Segunda Guerra Mundial, las relaciones diplomáticas entre los dos países se reestablecieron en julio de 1951, con la apertura de una embajada en Petrópolis, en el estado de Río de Janeiro.
El año de 2013 fue el año de Alemania en Brasil.
En 2015, la canciller alemana Angela Merkel visitó Brasil con un comité de 7 Ministros y 5 Secretarios De Estado para iniciar un proceso de "consultas intergubernamentales". El país europeo solo mantiene este tipo de relaciones con otros ocho países más: (Francia, Italia, España, Polonia, Israel, Rusia, China e India) El gobierno alemán emitió una nota en 2018 a través de su embajada explicando que la Alemania nazi fue un régimen de derecha, esto abrió un debate entre los brasileños